# 賭王千霸之偷龍轉鳳
《賭王千霸之偷龍轉鳳》是一部1999年上映的香港電影，由彭俊偉導演，監製為李釗，詹秉熙、楊澤霖及陳國權領銜主演。

## 劇情簡介
二十年前，雄霸天和人稱賭王的肖龍為退出賭壇，兩人賭錢時，龍故意出千，輸給雄霸天，而卻龍從此退隱江湖，消聲匿跡，而雄霸天有龍的消息後龍已死掉，令雄霸天留下了一生之憾事。
二十年後，肖龍的兒子肖俊成為了新一代賭聖，雄霸天很快便知道，為了二十年前的憾事，雄霸天叫自己的女兒雄蓉來引出肖俊，打算和俊賭一局，決勝負...

## 演員
| 演員           | 角色   | 粵語配音 | 備註                                                                                            |
| 詹秉熙         | 肖俊   | 李家輝   | 阿俊 新一代賭聖 賭王肖龍之子 韓金水之好友 雄霸天、阿威之天敵，後和雄霸天和好                    |
| 陳國權         | 韓金水 | 葉振聲   | 金水 阿琳、肖俊之好友 韓國金之弟                                                                |
| 楊澤霖         | 雄霸天 | 葉振聲   | 本片反派，後棄暗投明 阿威之老大 肖俊之天敵，後和好 片末被阿威出賣，並險被其殺死，最後拔槍殺死其 |
| 孫國明         | 阿威   |          | 本片終極大反派 威哥 雄霸天之手下 最後出賣雄霸天，並險殺死其，最後被其拔槍殺死                   |
| 牟鳳彬（少年） | 阿威   |          | 本片終極大反派 威哥 雄霸天之手下 最後出賣雄霸天，並險殺死其，最後被其拔槍殺死                   |
| 李光莉         | 阿琳   |          | 韓金水之好友                                                                                    |
| 周揚           | 雄蓉   |          | 雄霸天之女 被雄霸天吩咐引出肖俊                                                                 |
| 王春松         | 阿勇   | 葉振聲   | 小混混 阿威之手下                                                                               |
| 馬漢藝         | 森哥   |          | 阿威之老大 被阿威手下殺死                                                                       |
| 張偉球         | 肖龍   |          | 人稱賭王 肖俊之父 雄霸天之好友 已病逝                                                           |
| 馮哲           |        | 葉振聲   | 肖俊手下 [沒被列在名單]                                                                         |
| 成奎安         | 老天   | 李家輝   | 阿威之老大，已反目 已於多年前被阿威殺死 [沒被列在名單]                                          |
| 陳惠敏         | 老大   | 葉振聲   | 阿威之老大，已反目 已於多年前被阿威殺死 [沒被列在名單]                                          |